# 淳熙
淳熙（じゅんき）は、中国・南宋時代に孝宗の治世で用いられた元号。1174年 - 1189年。

## 西暦等との対照表
| 淳熙 | 元年   | 2年    | 3年    | 4年    | 5年    | 6年    | 7年    | 8年    | 9年    | 10年   |
| 西暦 | 1174年 | 1175年 | 1176年 | 1177年 | 1178年 | 1179年 | 1180年 | 1181年 | 1182年 | 1183年 |
| 干支 | 甲午   | 乙未   | 丙申   | 丁酉   | 戊戌   | 己亥   | 庚子   | 辛丑   | 壬寅   | 癸卯   |
| 金   | 大定14 | 大定15 | 大定16 | 大定17 | 大定18 | 大定19 | 大定20 | 大定21 | 大定22 | 大定23 |
| 西夏 | 乾祐5  | 乾祐6  | 乾祐7  | 乾祐8  | 乾祐9  | 乾祐10 | 乾祐11 | 乾祐12 | 乾祐13 | 乾祐14 |
| 淳熙 | 11年   | 12年   | 13年   | 14年   | 15年   | 16年   |        |        |        |        |
| 西暦 | 1184年 | 1185年 | 1186年 | 1187年 | 1188年 | 1189年 |        |        |        |        |
| 干支 | 甲辰   | 乙巳   | 丙午   | 丁未   | 戊申   | 己酉   |        |        |        |        |
| 金   | 大定24 | 大定25 | 大定26 | 大定27 | 大定28 | 大定29 |        |        |        |        |
| 西夏 | 乾祐15 | 乾祐16 | 乾祐17 | 乾祐18 | 乾祐19 | 乾祐20 |        |        |        |        |

## 出来事
- 乾道9年
  - 11月9日：翌年より踰年改元の詔が下る。
- 淳熙元年
  - 2月1日：交趾の李天祚を安南国王に冊封する。
  - 2月16日：虞允文死去。
- 淳熙2年
  - 6月：朱熹と陸九淵が理学の解釈をめぐって討論する（鵝湖の会）。
  - 閏9月：荊湖・江西にて蠢動した茶寇が平定される。
- 淳熙3年
  - 4月6日：靖州の渓峒蛮が乱を起こす。
  - 9月13日：軍政機構による官塩販売の利子取得を厳禁する詔勅が出る。
  - 12月：蛮寇が黎州を急襲したが、すぐに逃げる。
- 淳熙4年
  - 正月26日：淳熙暦が施行される。
  - 2月18日：荊湖・四川・二広の渓峒蛮を按撫し、辺境の撹乱を取締する詔勅が出る。
- 淳熙5年
  - 正月6日：程頤・王安石の学説もって人材を選ぶことを禁ずる。
  - 2月4日：州県に丁税司が設置される。
  - 2月25日：威州を襲った蛮寇が平定される。
  - 5月7日：武学国子員が設置される。
  - 9月18日：岳飛に「武穆」の諡が贈られる。
- 淳熙6年
  - 2月13日：武官の蔭補法を定める。
  - 5月18日：郴州の渓峒蛮が反乱したが、このを按撫させる。
  - 12月3日：『重修淳熙勅令格式』が公布される。
- 淳熙7年
  - 3月18日：南康軍の白鹿洞書院が再建される。
  - 4月22日：黎州の五部落が侵寇する。
  - 10月：五部落が帰順を求めると、互市を許す。
- 淳熙8年
  - 3月1日：『淳熙条法事類』が公布される。
  - 5月3日：地方官に農桑を勧める。
  - 8月9日：王淮が右丞相・枢密使となる。
  - 12月22日：朱熹の社倉法が諸路にて施行される。
- 淳熙9年
  - 7月：唐仲友に対する朱熹の弾劾事件が起こる。
  - 8月2日：文武の冗官を減らす。
  - 9月27日：市舶司を通じて金銀の海外流出を禁ずる詔勅が出る。
- 淳熙10年
  - 3月28日：銓試の旧法を復し、雑文を試すことがなくなる。
  - 6月5日：御史台が偽学の禁令を請ずる。
- 淳熙11年
  - 正月11日：宜州を襲った蛮寇が平定される。
- 淳熙12年
  - 正月5日：交趾からの塩の流入を禁ずる。
  - 正月8日：四川制置使の留正が青羌の酋長を誘って殺す。
  - 4月23日：西遼と西夏が金を挟撃する可能性に備える。
  - 6月4日：『淳熙寛恤詔令』が公布される。
- 淳熙13年
  - 9月2日：会子の偽造犯や流通者を極刑に処す詔勅が出る。
- 淳熙14年
  - 10月8日：高宗が崩ずる。
  - 11月2日：皇太子（後の光宗）に庶務の決裁を命ずる。
- 淳熙15年
  - 5月4日：宰相の王淮が罷免される。
  - 11月7日：朱熹が『戊申封事』を上奏する。
- 淳熙16年
  - 2月2日：孝宗が退位する。
  - 11月14日：光宗の即位により翌年から「紹熙」へ踰年改元の詔が下る。